# Middle of the Night Tour
Middle Of The Night Tour é a segunda turnê mundial e sexta turnê geral da banda pop britânica The Vamps. Iniciou em 28 de abril em Sheffield na Inglaterra. Mais datas serão adicionadas posteriormente.

## Anúncio
As primeiras datas da turnê foram reveladas através do website da banda em 12 de outubro de 2016 como "The Vamps World Tour 2017", até então contendo apenas Reino Unido e Irlanda.
Em 29 de março de 2017, foi revelado através das redes sociais da banda que o nome da turnê será "Middle Of The Night Tour" e também foi informado que terá um anúncio dois dias depois. Como na imagem do anúncio há apenas referência ao Reino Unido e Irlanda, não se sabe ao certo se esse também será o nome da turnê mundial.

## Atos de abertura
- The Tide (Reino Unido e Irlanda)
- New Hope Club (Todas as datas, exceto na Nova Zelândia)
- Sabrina Carpenter (Reino Unido e Irlanda, exceto Sheffield e Glasgow)

## Setlist
1. Wake Up
2. Wild Heart
3. Hands (com Sabrina Carpenter)
4. Somebody To You (com Sabrina Carpenter)
5. Paper Hearts
6. Shades On
7. Sing off de Shape of You (No Scrubs/Baby Boy/Cheap Thrills/Rockabye/Closer/Mercy/Mr. Brightside/Angel/It Wasn't Me/All Night/Are You Sure?/Chasing Cars/Misery Business/Shape of You)
8. Solos de bateria (duelo entre Brad Simpson e Tristan Evans)
9. Time Is Not On Our Side
10. Oh Cecilia (Breaking My Heart) (acústica)
11. Middle Of The Night
12. Risk It All
13. Last Night
14. Can We Dance
15. Rest Your Love
16. All Night

- Sing off é uma espécie de medley de trechos das letras de várias músicas sobre o instrumental de uma. The Vamps já havia feito um sing off de "Shape of You" anteriormente com Conor Maynard para o canal de Conor no YouTube, que atingiu um sucesso imenso e acumula mais de 25 milhões de visualizações. O sing off usado na turnê tem a mesma estrutura do sing off com Conor, com apenas algumas mudanças de canções.
- Nos shows de Sheffield, Glasgow e Varsóvia, "Hands" e "Somebody To You" foram apresentadas sem Sabrina, já que a cantora não abriu tais datas.
- Em Glasgow e Londres, foi adicionada a canção "Solo Dance" do DJ dinamarquês Martin Jensen antes de "Middle of the Night" e ambas tiveram a participação do mesmo.
- Em Manchester, o DJ sueco Mike Perry se juntou à banda e à Sabrina durante "Hands".
- Em Birmingham, "Shades On" contou com a participação de Will Simms e Danny Shah, co-compositores da canção.

## Datas
| Data                   | Cidade       | País          | Local                | Público                  | Receita           |
| Europa                 | Europa       | Europa        | Europa               | Europa                   | Europa            |
| ---------------------- | ------------ | ------------- | -------------------- | ------------------------ | ----------------- |
| 28 de abril de 2017    | Sheffield    | Reino Unido   | Sheffield Arena      | —                        | —                 |
| 29 de abril de 2017    | Glasgow      | Reino Unido   | SSE Hydro Arena      | —                        | —                 |
| 01 de maio de 2017     | Newcastle    | Reino Unido   | Metro Radio Arena    | —                        | —                 |
| 05 de maio de 2017     | Liverpool    | Reino Unido   | Echo Arena           | —                        | —                 |
| 06 de maio de 2017     | Manchester   | Reino Unido   | Manchester Arena     | —                        | —                 |
| 08 de maio de 2017     | Dublin       | Irlanda       | 3Arena               | —                        | —                 |
| 10 de maio de 2017     | Belfast      | Reino Unido   | SSE Arena            | —                        | —                 |
| 13 de maio de 2017     | Londres      | Reino Unido   | O2 Arena             | 13,223 / 14,205          | $461,867          |
| 16 de maio de 2017     | Cardiff      | Reino Unido   | Motorpoint Arena     | —                        | —                 |
| 17 de maio de 2017     | Nottingham   | Reino Unido   | Motorpoint Arena     | —                        | —                 |
| 19 de maio de 2017     | Birmingham   | Reino Unido   | Genting Arena        | —                        | —                 |
| 22 de maio de 2017     | Varsóvia     | Polônia       | Progresja            | —                        | —                 |
| América do Sul         |              |               |                      |                          |                   |
| 17 de setembro de 2017 | São Paulo    | Brasil        | Audio                | —                        | —                 |
| 20 de setembro de 2017 | Buenos Aires | Argentina     | Luna Park            | —                        | —                 |
| Oceania                |              |               |                      |                          |                   |
| 23 de setembro de 2017 | Auckland     | Nova Zelândia | Powerstation         | —                        | —                 |
| 26 de setembro de 2017 | Brisbane     | Austrália     | Convention Centre    | —                        | —                 |
| 27 de setembro de 2017 | Sydney       | Austrália     | Hordern Pavilion     | —                        | —                 |
| 30 de setembro de 2017 | Melbourne    | Austrália     | Margaret Court Arena | —                        | —                 |
| 03 de outubro de 2017  | Perth        | Austrália     | HBF Stadium          | —                        | —                 |
| Ásia                   |              |               |                      |                          |                   |
| 10 de outubro de 2017  | Tóquio       | Japão         | Zepp                 | —                        | —                 |
| 11 de outubro de 2017  | Tóquio       | Japão         | Zepp                 | —                        | —                 |
| 13 de outubro de 2017  | Osaka        | Japão         | Zepp Bayside         | —                        | —                 |
| 15 de outubro de 2017  | Taipei       | Taiwan        | NTU Sports Centre    | —                        | —                 |
| Total                  | Total        | Total         | Total                | 13,623 / 14,605 (93,27%) | $461,867 (1 show) |